# Hupodonta corticalis
Hupodonta corticalis är en fjärilsart som beskrevs av Butler 1866. Hupodonta corticalis ingår i släktet Hupodonta och familjen tandspinnare. Inga underarter finns listade i Catalogue of Life.